# 2003-as Roland Garros
A 2003-as Roland Garros az év második Grand Slam-tornája, a Roland Garros 102. kiadása volt, amelyet május 26–június 8. között rendeztek Párizsban. A férfiaknál a spanyol Juan Carlos Ferrero, a nőknél a belga Justine Henin-Hardenne nyert.

## Döntők

### Férfi egyes
Juan Carlos Ferrero -  Martin Verkerk 6-1, 6-3, 6-2

### Női egyes
Justine Henin-Hardenne -  Kim Clijsters 6-0, 6-4

### Férfi páros
Bob Bryan /  Mike Bryan -  Paul Haarhuis /  Jevgenyij Kafelnyikov 7-6, 6-3

### Női páros
Kim Clijsters /  Szugijama Ai -  Virginia Ruano Pascual /  Paola Suárez 6-7(5), 6-2, 9-7

### Vegyes páros
Lisa Raymond /  Mike Bryan -  Jelena Lihovceva /  Mahes Bhúpati, 6-3, 6-4

## Juniorok

### Fiú egyéni
Stanislas Wawrinka –  Brian Baker, 7–5, 4–6, 6–3

### Lány egyéni
Anna-Lena Grönefeld –  Vera Dusevina, 6–4, 6–4

### Fiú páros
Balázs György /  Dúdí Szela –  Kamil Čapkovič /  Lado Chikhladze, 5–7, 6–1, 6–2

### Lány páros
Marta Fraga Pérez /  Adriana González Peñas –  Kateřina Böhmová /  Michaëlla Krajicek, 6–0, 6–3